# Liste d'élections en 1856
Chronologie des élections
- 1852
- 1853
- 1854
- 1855
- 1856
- 1857
- 1858
- 1859
- 1860

Cet article recense les élections organisées durant l'année 1856.

## Événements géopolitiques d'intérêt national ou international en 1856
Cette section concerne des événements d'intérêt géopolitique relatifs à des états souverains, éventuellement fédéraux mais qui ne soient ni élections ni référendums. Ces événements peuvent être d'intérêt national, voire international, d'origine nationale ou étrangère.
| Date    | État    | Événement |
| ------- | ------- | --- |
| Octobre | Buganda | Décès du roi Suuna II (en). Son fils Muteesa Ier est choisi par le katikiro (Ministre principal) comme roi (kabaka), au détriment de son frère Kiyimba. Contesté dès son élection, il met six ans à éliminer les mécontents. Sous le règne de Muteesa Ier les premiers missionnaires protestants s’installent au Buganda (1877). |

## Élections nationales en 1856
Cette section concerne les élections législatives et présidentielles dans un état souverain, éventuellement fédéral, ainsi que leurs principaux référendums.
| Date                          | État       | Élection ou référendum                    | Contexte | Résultat |
| ----------------------------- | ---------- | ----------------------------------------- | -------- | --- |
| 1856                          | Équateur   | Présidentielle (en)                       |          | Cette section est vide, insuffisamment détaillée ou incomplète. Votre aide est la bienvenue ! Comment faire ? |
| 30 janvier                    | Salvador   | Présidentielle (en)                       |          | Cette section est vide, insuffisamment détaillée ou incomplète. Votre aide est la bienvenue ! Comment faire ? |
| Février                       | Honduras   | Présidentielle (en)                       |          | Cette section est vide, insuffisamment détaillée ou incomplète. Votre aide est la bienvenue ! Comment faire ? |
| 1er mars                      | Uruguay    | Présidentielle (es)                       |          | Cette section est vide, insuffisamment détaillée ou incomplète. Votre aide est la bienvenue ! Comment faire ? |
| mai - 3 novembre              | Norvège    | Législatives (en)                         |          | Cette section est vide, insuffisamment détaillée ou incomplète. Votre aide est la bienvenue ! Comment faire ? |
| 10 juin                       | Belgique   | Législatives (nl)                         |          | Cette section est vide, insuffisamment détaillée ou incomplète. Votre aide est la bienvenue ! Comment faire ? |
| 10 juin                       | Pays-Bas   | Seconde chambre (nl)                      |          | Cette section est vide, insuffisamment détaillée ou incomplète. Votre aide est la bienvenue ! Comment faire ? |
| 8 juillet                     | Pays-Bas   | Première chambre (nl)                     |          | Cette section est vide, insuffisamment détaillée ou incomplète. Votre aide est la bienvenue ! Comment faire ? |
| 25 juillet                    | Chili      | Présidentielle (en)                       |          | Cette section est vide, insuffisamment détaillée ou incomplète. Votre aide est la bienvenue ! Comment faire ? |
| 6 octobre                     | Grèce      | Législatives                              |          | Cette section est vide, insuffisamment détaillée ou incomplète. Votre aide est la bienvenue ! Comment faire ? |
| 9 novembre                    | Portugal   | Législatives (en)                         |          | Cette section est vide, insuffisamment détaillée ou incomplète. Votre aide est la bienvenue ! Comment faire ? |
| 4 novembre                    | États-Unis | Présidentielle                            |          | Victoire du démocrate James Buchanan.                                                                         |
| 4 août 1856 - 4 novembre 1857 | États-Unis | Législatives (chambre (en) et sénat (en)) |          | Voir l'article Liste d'élections en 1857.                                                                     |

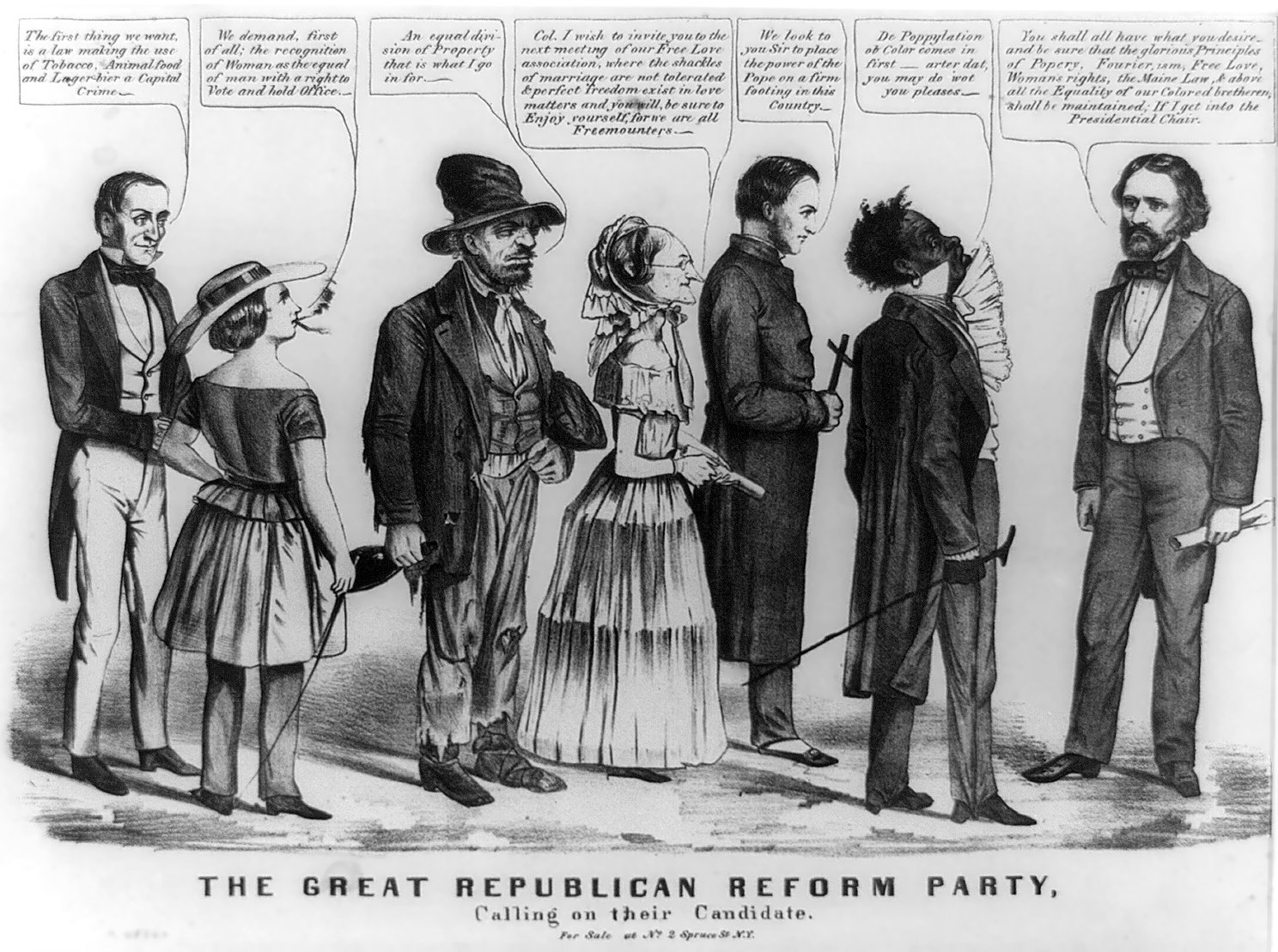
Campagne électorale aux États-Unis : Frémont, candidat républicain, face à ses électeurs